# Rivière Rouge (vattendrag i Kanada, Québec, lat 45,64, long -71,38)
Rivière Rouge är ett vattendrag i Kanada.   Det ligger i provinsen Québec, i den sydöstra delen av landet, 300 km öster om huvudstaden Ottawa.
I omgivningarna runt Rivière Rouge växer i huvudsak blandskog. Trakten runt Rivière Rouge är nära nog obefolkad, med mindre än två invånare per kvadratkilometer.